# Stelletta farcimen
Stelletta farcimen är en svampdjursart som beskrevs av Lendenfeld 1907. Stelletta farcimen ingår i släktet Stelletta och familjen Ancorinidae. Inga underarter finns listade i Catalogue of Life.